# El juego más peligroso
«El juego más peligroso» («The Most Dangerous Game» en el original), también publicado como «Los sabuesos de Zaroff», es un relato escrito por Richard Connell que se publicó en Collier's Weekly el 19 de enero de 1924.
Presente en numerosas antologías y considerada el trabajo más conocido del autor, «El juego mas peligroso» presenta como su personaje principal a un cazador de Nueva York, que cae de un yate y llega nadando a una aislada isla en el Mar Caribe, donde es cazado por un aristócrata cosaco. La historia es una inversión de los safaris de caza mayor de África y Sudamérica que se pusieron de moda entre los ricos estadounidenses en la década de 1920.

## Sinopsis
Sanger Rainsford y su compañero de caza Whitney están recorriendo el río para cazar al legendario felino gigante de esa región, el jaguar. Después de una discusión sobre en que lugar debe desarrollarse la cacería, Rainsford escucha disparos de cañón, pierde su pipa y al intentar recuperarla cae fuera de su embarcación en el mar Caribe. Después de que se da cuenta de que no puede nadar de regreso al barco, decide nadar a una isla, la Isla Atrapa-Barcos, que es el tema de la superstición local. Descubre un chateau palaciego habitado por dos cosacos: el propietario, el General Zaroff y su sirviente gigante, el sordomudo Ivan.
El General, otro gran cazador, había oído hablar de Rainsford por su libro sobre caza de leopardos de las nieves en el Tíbet. Después de invitarlo a cenar, el General Zaroff le cuenta a Rainsford que se había aburrido de la caza porque ya no le representaba un reto. Así que, dice Zaroff, decidió vivir en una isla donde podría capturar náufragos para enviarlos a la selva proporcionándoles comida, un cuchillo y ropa de caza para así convertirlos en sus presas. Tras de una ventaja de tres horas, él los seguiría para cazarlos y matarlos. Si alguno de los cautivos lograba eludirle a él, a Ivan y a una jauría de perros de caza durante tres días, el General Zaroff dejaría irse al hombre, pero nadie había logrado eludirlo hasta el momento. Zaroff lo invita a unirse a él en su cacería pero Rainsford, horrorizado, se niega. Zaroff le dice entonces que él va a ser la próxima persona en ser cazado (si se negaba, Iván lo mataría a golpes).
Rainsford cruza un intrincado sendero en el bosque y trepa a un árbol. Zaroff lo encuentra fácilmente, pero decide jugar con él como un gato con un ratón. Tras el intento fallido de eludir al General, Rainsford construye un «atrapador de hombres malayo» que lastima a Zaroff en el hombro, obligándolo a regresar a casa para pasar la noche. A continuación prepara un pozo birmano, que mata a uno de los sabuesos del Zaroff. Por último, coloca una trampa con su cuchillo basado en un truco nativo de Uganda, que mata a Ivan pero no Zaroff. Para escapar del General y de los sabuesos que se aproximan, Rainsford se arroja desde un precipicio. Zaroff cree que Rainsford se ha suicidado y vuelve casa.
Zaroff se encierra en su dormitorio y enciende las luces, revelando a Rainsford, quien había estado escondido detrás de las cortinas de la cama tras haber nadado alrededor de la isla. El General lo felicita por ganar el «juego», pero Rainsford decide luchar contra él y dice «Yo todavía soy una bestia en la Bahía». El General acepta el reto, diciendo que el perdedor servirá para alimentar a los perros y el ganador dormirá en su cama. Aunque no se describe la lucha que siguió, la historia termina con la observación de Rainsford: «No había dormido nunca en una cama mejor, afirmo Rainsford», lo que implica que derrotó a Zaroff.

## Adaptaciones

### Películas
La historia ha sido llevada al cine en numerosas ocasiones. La más significativa de estas adaptaciones (y la única en utilizar los personajes originales) fue la versión de RKO El juego más peligroso, lanzado en 1932, realizó sus tomas (en su mayoría por la noche) en los decorados que se utilizaban durante el día para las secuencias de la «Isla calavera» de King Kong. La película estuvo protagonizada por Joel McCrea como Rainsford (renombrado «Robert» en lugar de «Sanger») y Leslie Banks como Zaroff, además se le añadieron a la historia otros dos personajes principales: Los hermanos Eve (Fay Wray) y Martin Trowbridge (Robert Armstrong). (Wray y Armstrong también filmaron King Kong en los mismos sets durante el día.)
Zaroff, el propietario de la isla, comparte con Rainsford que se aburrió de la caza y descubrió el "Juego más Peligroso", Rainsford asume que se trata de caza de tigres. Eva sospecha de Zaroff y le comenta sus dudas a Rainsford. Poco tiempo después Martin desaparece con Zaroff y sus secuaces y durante este tiempo Eva y Rainsford entran en la sala de trofeo de Zaroff para descubrir una cabeza humana. Entonces Zaroff regresa con Martin muerto y desafía a Rainsford y Eva al juego para mantener sus vidas. Después de una serie de eventos incluyendo eludir a Zaroff y fingir la muerte de Rainsford, Eve y Rainsford escapan cuando Zaroff cae hasta su muerte. 
La historia fue adaptada tres veces como una radionovela para la serie Suspense, el 23 de septiembre de 1943 con Orson Welles como Zaroff y Keenan Wynn como Rainsford, el 1 de febrero de 1945 con el frecuente colaborador de Welles, Joseph Cotten interpretando a Rainsford, y el 1 de octubre de 1947 para el programa de radio de la CBS Escape. En las dos primeras de estas producciones, Rainsford narra la historia de forma retrospectiva mientras espera en el dormitorio del Zaroff para la confrontación final.
La segunda adaptación al cine, un remake de la película de 1932 fue también producida por RKO, Un juego de muerte, realizada en 1945. Dirigida por Robert Wise al comienzo de su larga y distinguida carrera de director, la película tuvo malas calificaciones. El material de archivo original fue reciclado, y Noble Johnson, uno de los actores de la original, estuvo en el reparto del remake. En consonancia con los acontecimientos de la época, en Un juego de muerte se cambió a Zaroff por «Erich Kreiger», un Nazi y fue creada a raíz de la Segunda Guerra Mundial. En 1956 se realizó un segundo remake oficial Run for the Sun, protagonizada por Richard Widmark y Jane Greer.
En la película Octopussy (1983) de la serie de películas de James Bond, se da una escena donde Bond (Roger Moore) es perseguido por Kamal Khan (Louis Jourdan) en la jungla hindú, inspirada en el relato de Connell. 

#### Lista de adaptaciones fílmicas
- The Most Dangerous Game (1932)
- A Game of Death (1945)
- The Dangerous Game (1953)
- Run for the Sun (1956)
- Bloodlust! (1961)
- The Naked Prey (1966)
- The Woman Hunt (1973)
- Mottomo kiken na yuugi (1978)
- Turkey Shoot (1982)
- Slave Girls from Beyond Infinity (1987)
- Deadly Prey (1988)
- Lethal Woman (1988)
- Death Ring (1992)
- Hard Target (1993)
- Sobreviviendo al Juego (1994)[1]
- The Pest (1997)
- The Tournament
- Naked Fear (2007)
- Taxidermy (2011)
- The hunt (2020)

### Versiones para televisión
La historia también ha sido la base de trama para varias series de televisión.
- Gilligan's Island - "El cazador"
- Lost in Space - "La Luna del cazador"
- Get Smart - "La Isla de los Condenados" con la 99 y Maxwell Smart siendo cazados en una isla por un entusiasta de la caza de KAOS.
- The Incredible Hulk - "The Snare"
- Logan's Run - "Captura"
- The Monkees - "Monkees Marooned"
- The Critic – En una de las secuencias de apertura el jefe de Jay, Duke Phillips, lo llama para decirle que finalmente obtuvo su licencia para cazar humanos y le pide a Jay que se compre unas zapatillas para correr.
- Dexter's Laboratory – en un de los segmentos de "Dial M for Monkey", Monkey es secuestrado por un cazador intergaláctico; más tarde el mismo cazador tuvo un cameo en un episodio de  Samurai Jack.
- Star Trek: Deep Space Nine - "Captive Pursuit"
- Criminal Minds - "Temporada de caza" donde las víctimas se encuentran en espacios naturales de Idaho y son perseguidos y asesinados por dos ávidos cazadores.
- Codename: Kids Next Door - "Operation: SAFARI"
- Supernatural - "The Benders"
- The Simpsons – En el episodio "La Supervivencia del más Gordo " en "La Casita de los horrores XVI", el Sr. Burns invita a un montón de personajes para una partida de caza, pero se convierte en El Juego más peligroso cuando comienza a matar a todo el mundo.
- CSI: Miami - "Hunting Ground"
- Star Wars: The Clone Wars – episodios finales "Padawan Lost" y "Wookiee Hunt.", la aprendiz de Anakin Skywalker, Ahsoka es capturada por cazadores Trandoshanos que persiguen a Jedi younglings por deporte.
- Dollhouse - "El blanco"
- Buffy the Vampire Slayer - "Homecoming"
- Dark Angel - "Pollo Loco"
- American Dad - "The Vacation Goo"

## Paralelos en la vida real
Robert Hansen, un asesino en serie que estuvo activo en la década de 1980, secuestraba mujeres y luego las liberaba en el Valle de río Knik en Alaska. Después las cazaba, armado con un cuchillo y un rifle Ruger Mini-14.
En 1976, Hayes Noel, un comerciante, Bob Gurnsey y el autor Charles Gaines estaban discutiendo el reciente viaje de Gaines a África y sus experiencias cazando búfalos africanos. Inspirado en parte por El Juego más peligroso, crearon el paintball, un juego donde se acecha y caza mutuamente; recreando la misma adrenalina que venía con la caza de animal.

## El asesino del Zodiaco
Hay una referencia a El Juego más peligroso en la comunicación entablada con el asesino del Zodiaco y los periódicos del área de San Francisco en su algoritmo de tres partes. "El hombre es el animal más peligroso de todos para matar."